# Ridgeville (Indiana)
Ridgeville è un comune degli Stati Uniti d'America, situato nello Stato dell'Indiana, nella contea di Randolph.
Qui nacque il biochimico, nonché premio Nobel, Wendell Meredith Stanley.